# Dallo Pura
Dallo Pura é uma vila no distrito de East, no estado indiano de Deli.

## Demografia
Segundo o censo de 2001, Dallo Pura tinha uma população de 132 628 habitantes. Os indivíduos do sexo masculino constituem 54% da população e os do sexo feminino 46%. Dallo Pura tem uma taxa de literacia de 65%, superior à média nacional de 59,5%: a literacia no sexo masculino é de 73% e no sexo feminino é de 56%. Em Dallo Pura, 15% da população está abaixo dos 6 anos de idade.